# موناسترولو دل کاستلو
موناسترولو دل کاستلو (به ایتالیایی: Monasterolo del Castello) یک کومونه در ایتالیا است که در استان برگامو واقع شده‌است. موناسترولو دل کاستلو ۸٫۵ کیلومتر مربع مساحت و ۱٬۰۲۳ نفر جمعیت دارد و ۳۶۵ متر بالاتر از سطح دریا واقع شده‌است.